# 우자인
우자인(Ujjain, 힌디어: उज्जैन) 또는 우자이니(산스크리트어: उज्जैनी)는 인도 마디아프라데시주의 크시프라 강변에 위치하는 고대 도시이다. 고대에는 아반티 왕국의 수도였으며, 오늘날에는 힌두교의 성지가 되었다.

## 갤러리

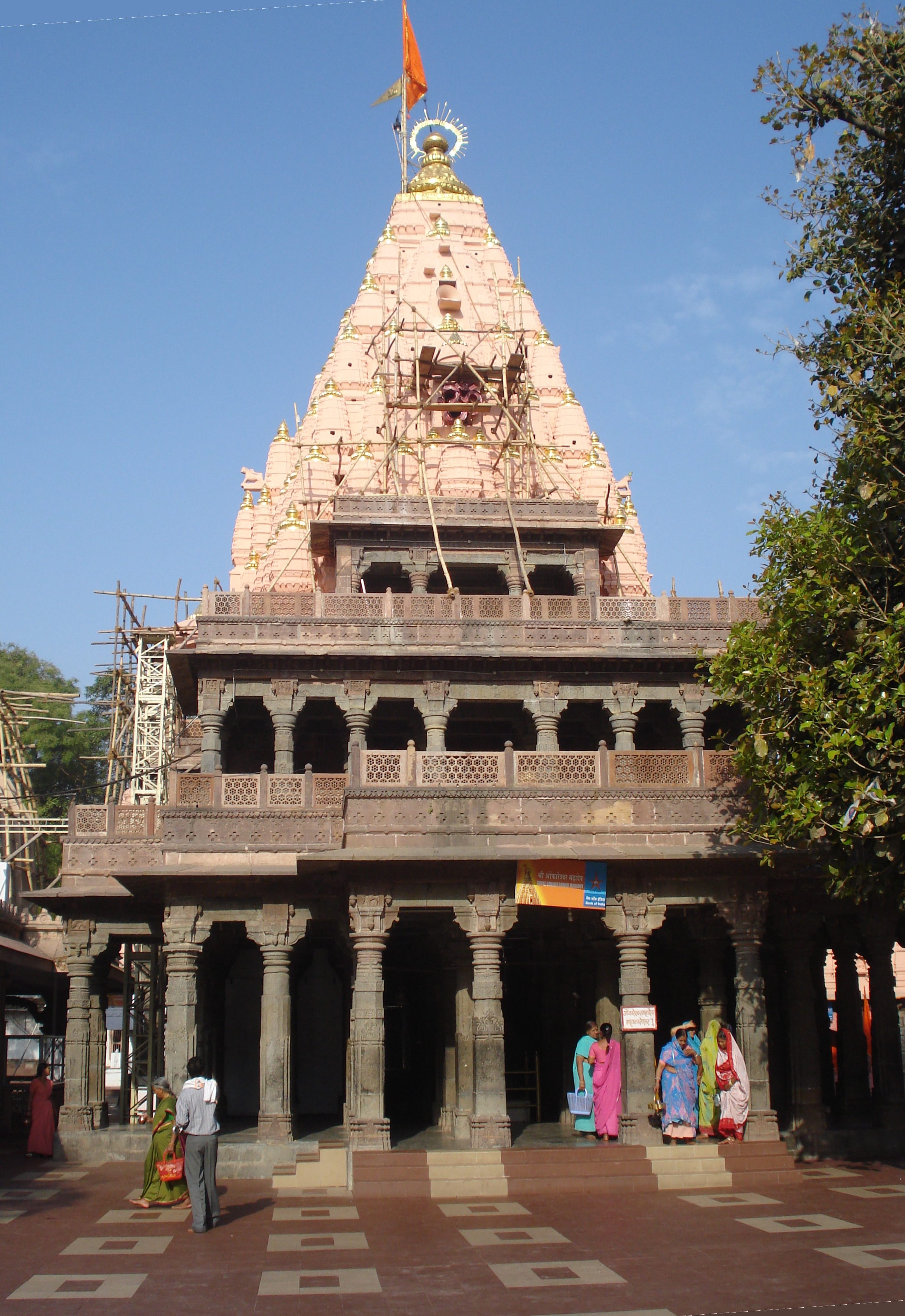
마하칼 사원
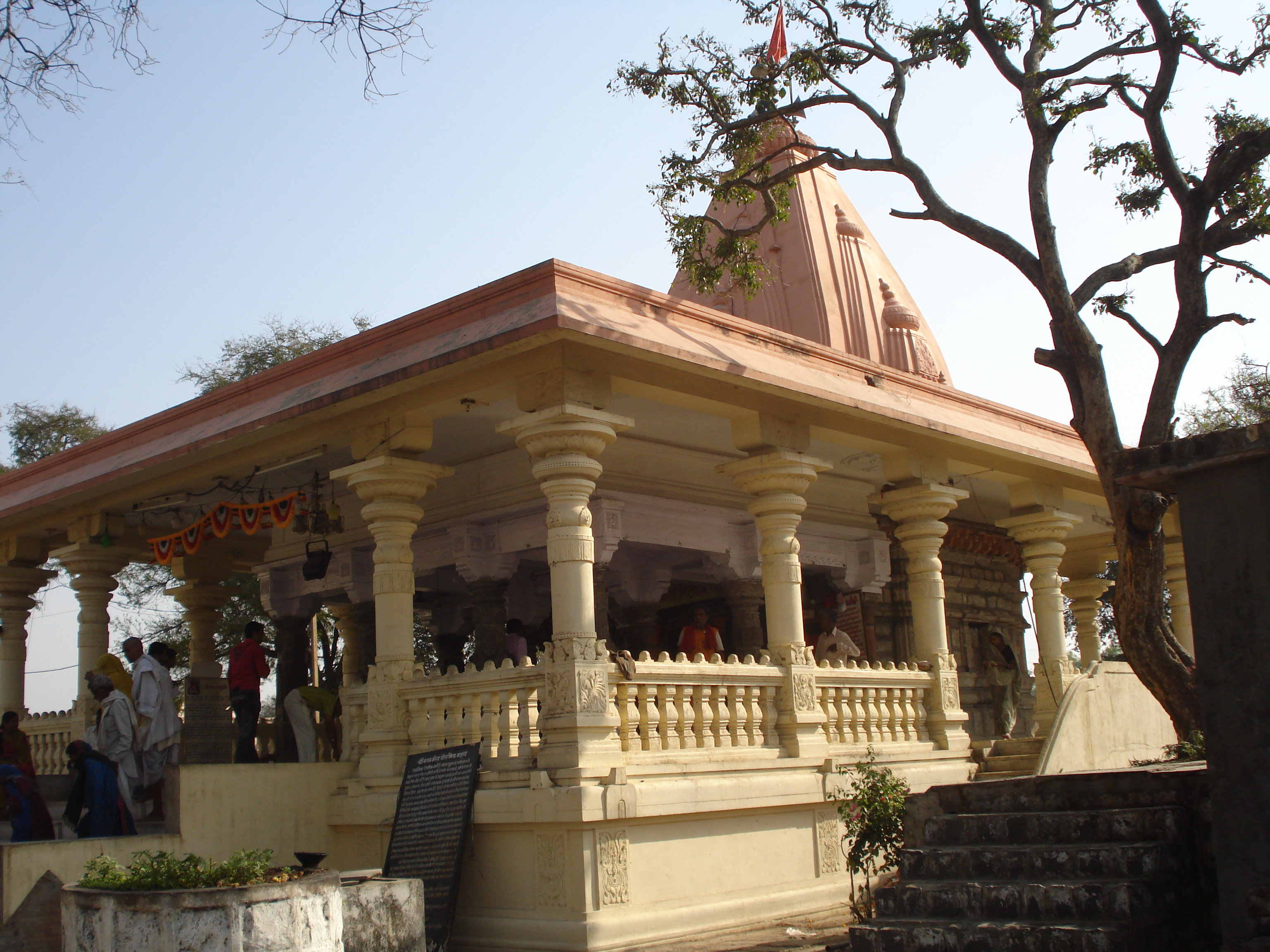
칼라바이라바 사원
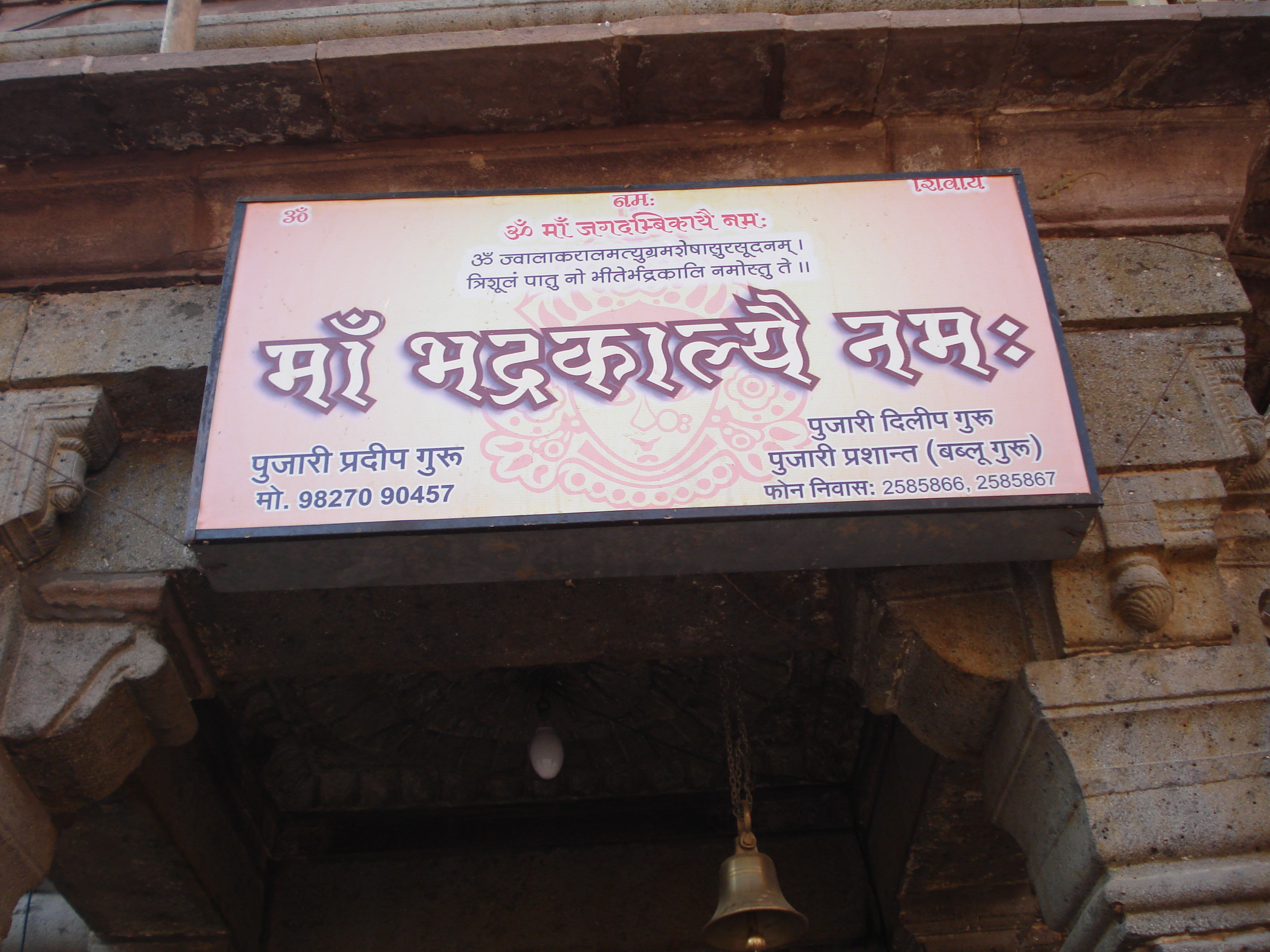
바드라칼리 사원